# La Graciosa
La Graciosa és una illa que forma part de l'arxipèlag Chinijo, pertanyent a la Comunitat Autònoma de Canàries (Espanya), juntament amb les illes de Montaña Clara, Roque del Este, Roque del Oeste i Alegranza. Està situada al nord de Lanzarote, de la qual la separa un braç de mar conegut com El Río. També està relativament pròxima a la costa continental africana.
Va ser conquerida en 1402 per l'explorador normand Juan de Bethencourt sota el vassallatge d'Enric III de Castella. La Graciosa posseïx uns 29 km² i dos únics pobles: Caleta de Sebo, capital de l'illa, i Casas de Pedro Barba, amb una població molt inferior a la primera. La seva població actual és de 658 habitants. L'economia de l'illa està basada en la pesca atlàntica i el turisme, que atreu a nombrosos viatgers durant tot l'any gràcies al seu clima temperat, a les seves costes en la seva immensa majoria de sorra, i a la seva tranquil·litat. S'hi practica molt el submarinisme.
Disposa de quatre conjunts volcànics, sent el complex de Las Agujas, amb 266 metres, el més alt.
La Graciosa és accessible únicament des del mar, encara que també posseeix un heliport situat molt prop de Caleta de Sebo. Els vaixells per arribar-hi surten d'Órzola (al nord de Lanzarote) aproximadament des de les 8 del matí fins a les 8 del vespre.
L'illa només posseeix un delegat de l'ajuntament conejero de Teguise, un centre d'assistència primària i una caseta de la Guàrdia Civil.

## Vuitena illa habitada
El 26 juny de 2018 la Comissió General de les Comunitats Autònomes del Senat va aprovar per unanimitat una moció que reconeix a La Graciosa com la vuitena illa habitada de Canàries. No obstant això, aquesta mesura no l'equipara a la resta de les illes de l'arxipèlag, ja que la Graciosa continuarà pertanyent al municipi de Teguise (Lanzarote) i tampoc comptarà amb cabildo insular propi.
Amb aquesta mesura, l'estatus de la Graciosa serà d'una pedania, és a dir, d'entitat local menor amb personalitat jurídica. Comptarà amb un pressupost propi per que es puguin gestionar directament els serveis públics necessaris per als veïns. Aquesta mesura per tant, reconeix a La Graciosa com la vuitena illa habitada de l'arxipèlag canari, però continuarà sent considerada una illa menor dependent de Lanzarote.

## Punts geogràfics destacats
- Las Agujas (266 m)
- Montaña Amarilla (178 m)
- Montaña del Mojón
- Montaña Bermeja